# Nhái cây Walker
Nhái cây Walker, tên khoa học Hyla walkeri, là một loài ếch thuộc họ Nhái bén.
Loài này có ở Guatemala và México. Môi trường sống tự nhiên của chúng là vùng núi ẩm nhiệt đới hoặc cận nhiệt đới, đồng cỏ nhiệt đới hoặc cận nhiệt đới vùng ngập nước hoặc lụt theo mùa, và đầm nước ngọt có nước theo mùa.
Chúng hiện đang bị đe dọa vì mất môi trường sống.